# Хастах (приток Индигирки)
Ха́стах или Туора-Урях, также Халкан (Калкан) (якут. Хаастаах) — река в Якутии, один из рукавов-истоков (наряду с рекой Тарын-Юрях) реки Индигирка.

## География
Длина реки составляет 251 км, площадь бассейна — 10,5 тыс. км².
Исток реки находится на крайнем юго-востоке Оймяконского улуса (у границы с Охотским районом Хабаровского края) на северных склонах Халканского хребта, благодаря чему верхнее течение иногда выделяется как отдельный приток-исток и называется (выше впадения речки Бургачен) как Халкан или Калкан, в том числе собственно началом его считается Правый Халкан, который течёт сначала в северном направлении, затем — в западном и, принимая Левый Халкан, продолжает течение на север как Халкан. Далее с изгибами река идёт в северных направлениях, затем поворачивает на запад и, принимает слева реку Бургачен. После соединения с последним река называется Туора-Юрях или Хастах и течёт сначала на северо-запад, затем — на запад, после чего поворачивает на север, северо-восток и восток, снова на север и, соединяясь с Тарын-Урях образует русло реки Индигирка.
Суммарная протяжённость Индигирки и Хастаха (Туора-Юрях с Халканом) составляет 1977 км.

## Притоки
Основные притоки справа — Буор-Урях (132 км), Хастах (58 км), Пологий, Заячья, Эффузивный, слева — Лабынкыр, Мандычен, Бургачен.